# Pharzites nigritarsis
Pharzites nigritarsis là một loài tò vò trong họ Ichneumonidae.